# Castello di Zuylestein
Il castello di Zuylestein (Huis Zuylestein in olandese), indicato anche coi nomi di Zuylestein o Zuilenstein, è un castello costruito alla fine del XIV secolo e situato nei Paesi Bassi, nei presso di Utrecht, nella località di Leersum.

## Storia

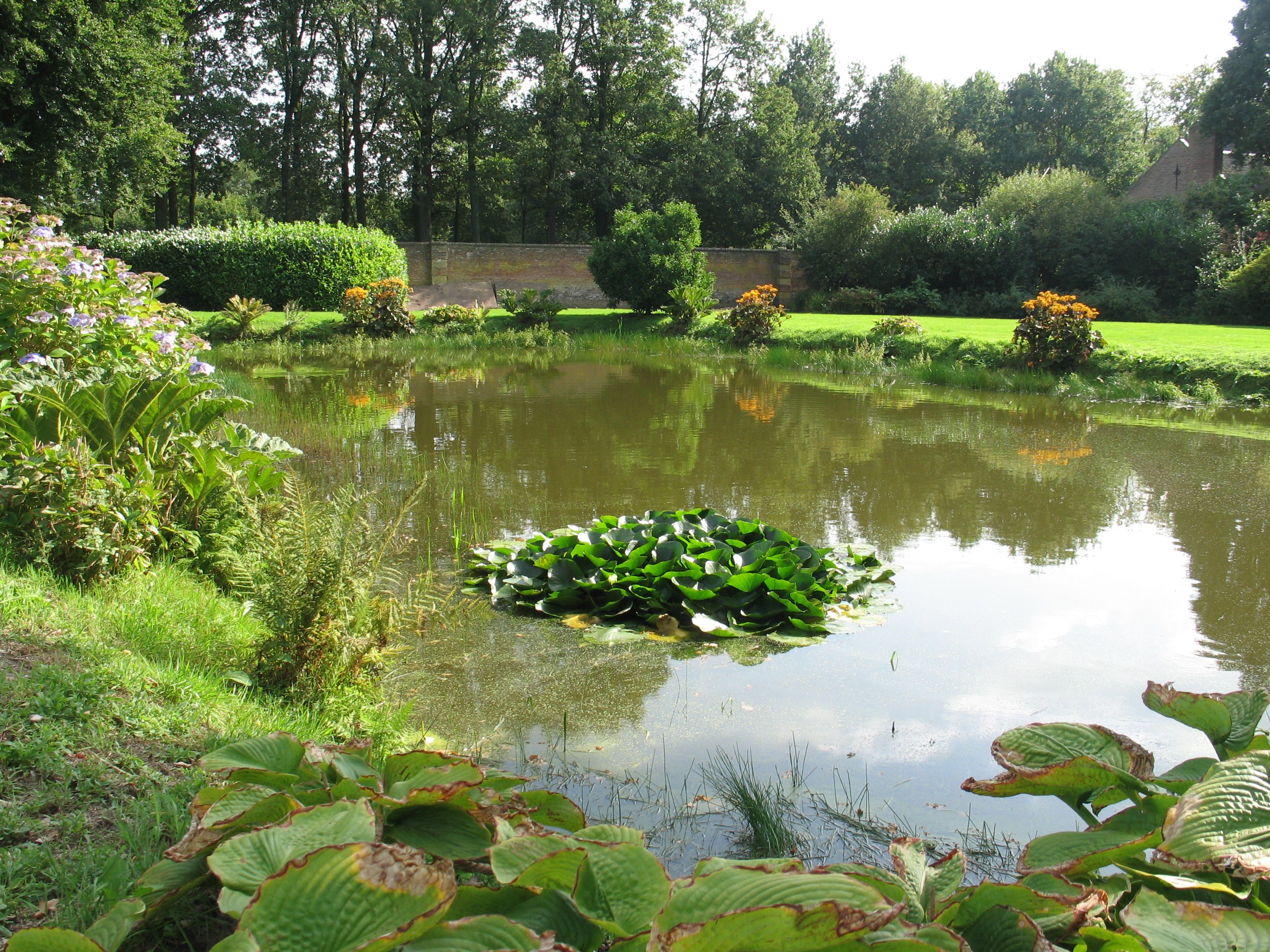
I giardini del castello

Il castello venne costruito nel XIV secolo dal borgomastro di Utrecht. Uno dei primi eventi per cui il castello divenne noto risale al 1465 quando venne conquistato da Johan van Zuylen van Natewisch, che mutò il suo nome. Successivamente la proprietà passò al principe Federico Enrico d'Orange nel 1630 dietro pagamento della somma di 35.000 fiorini, il quale dieci anni più tardi lo castello al suo figlio illegittimo, Federico, assieme al titolo di Signore di Zuylestein, inaugurando così la casata dei Nassau-Zuylestein. Il castello sopravvisse indenne alle guerre in Europa sino alla Seconda guerra mondiale quando, nella notte tra il 23 ed il 24 marzo 1945, la struttura venne bombardata e pesantemente danneggiata. Nel dopoguerra la famiglia lo ricostruì alterando completamente il progetto originario come pure i giardini vennero completamente riprogettati. Ciò che resta di prima dei bombardamenti sono il cancello ed alcune dipendenze, progettate nell'Ottocento su disegno di Pierre Cuypers.